# Brigitte Maréchal
Brigitte Maréchal est une professeure de sociologie, sociologue des religions, licenciée en sciences politiques, licenciée en langue arabe et islamologie, docteure en sociologie à l'Université Catholique de Louvain. Elle a également étudié la langue arabe à l'Institut Français d'Études Arabes situé à Damas. Elle a consacré sa thèse de doctorat à l'héritage des Frères musulmans en Europe.

## Islamologue responsable et directrice
Brigitte Maréchal est responsable de la formation en « Sciences religieuses : Islam » à l'université catholique de Louvain, et, depuis 2015, titulaire de la Chaire Fonds InBev-Baillet Latour Islams contemporains. Elle est aussi depuis 2008 directrice du Cismoc (Centre Interdisciplinaire d'Études de l'Islam dans le Monde Contemporain).
Elle est directrice de la collection « Islams contemporains  » aux Presses universitaires de Louvain.
Brigitte Maréchal collabore régulièrement avec son collègue Felice Dassetto.
Ses principales publications concernent surtout l’islam européen.

## Islam modéré, moderne, de Belgique
En mars 2015, avec le chercheur de l'Université de Liège Radouane Attiya, Brigitte Maréchal est « rapporteur » pour la Commission Marcourt chargée de faire des propositions en vue de favoriser le développement et la reconnaissance d’un islam moderne en Fédération Wallonie-Bruxelles, commission censée faire des propositions pour développer un islam modéré, moderne, « un islam d’Europe et de Belgique (…) qui s’inscrit dans le respect des valeurs démocratiques de tolérance, de liberté, d’égalité, de libre examen », à l'initiative du ministre du Parti socialiste Jean-Claude Marcourt, présidée par le professeur de sociologie à l'Université libre de Bruxelles Andrea Rea et la magistrate Françoise Tulkens.
Radouane Attiya et Brigitte Maréchal ont notamment rendu un rapport concernant la formation des cadres musulmans. Cette commission a abouti à la création en 2016 de l'Institut de promotion des formations sur l'islam dont le but est de créer un « islam de Belgique », un « islam moderne ».